# Weyer, Tyskland
Weyer är en Ortsgemeinde i Rhein-Lahn-Kreis i det tyska förbundslandet Rheinland-Pfalz. Weyer, som för första gången nämns i ett dokument från omkring år 1250, har cirka 500 invånare.
Kommunen ingår i kommunalförbundet Verbandsgemeinde Loreley tillsammans med ytterligare 21 kommuner.